# Yucatán
Yucatán je poluotok u srednjoj Americi koji razdvaja Meksički zaljev i Karipsko more. Podijeljen je između Meksika, Belizea i Gvatemale.
Na njemu je prije dolaska Europljana bilo pleme Maja. Na poluotoku su ključna arheološka nalazišta majske civilizacije iz prethispanskih vremena, kad je civilizacija Maja bila na vrhuncu.
Europljani su se miješali s domorodoačkim Majama i pokorili ih pa su sad 3/4 stanovništva mestici.

## Poveznice
- Krater Chicxulub
- Meksički zaljev